# كأس نيوزيلندا 1949
كأس نيوزيلندا 1949 (بالإنجليزية: 1949 Chatham Cup) هو موسم من كأس نيوزيلندا. فاز فيه نادي بيتون ‏.